# Glane (affluent de la Maronne)
Pour les articles homonymes, voir Glane.
La Glane (ou Glane d’Ancèze) est un ruisseau français de Nouvelle-Aquitaine, affluent de la Maronne et sous-affluent de la Dordogne.

## Géographie
Elle prend sa source en Corrèze à plus de 600 m d’altitude sur la commune de Saint-Julien-aux-Bois.
Elle arrose Saint-Étienne-la-Geneste et se jette dans la Maronne en rive droite dans la retenue du barrage de Hautefage, deux kilomètres à l’est de Hautefage.
Il ne faut pas la confondre avec l’autre ruisseau du même nom, distant d’à peine six kilomètres et affluent de la Dordogne.